# 伊斯兰圣战组织
伊斯兰圣战组织是一支黎巴嫩什叶派民兵组织，成立於黎巴嫩內戰期間的1983年。 该组织主张所有美国人撤出黎巴嫩，並實施多起绑架、暗杀以及大使馆爆炸事件，这些事件造成数百人死亡。 1983年贝鲁特军营炸弹袭击以及1983年美國駐黎巴嫩大使館爆炸案均由該組織策劃。1992年，該組織與真主黨合併。